# Pericoma scotiae
Pericoma scotiae és una espècie d'insecte dípter pertanyent a la família dels psicòdids que es troba a Nord-amèrica: des d'Alberta fins a Nova Escòcia, Colorado i Carolina del Nord, incloent-hi Saskatchewan i Michigan.